# 永福
永福（えいふく）は、東京都杉並区の地名。住居表示実施済みであり、現行行政地名は永福一丁目から永福四丁目。

## 地理
杉並区の南部に位置する。地内北部は方南通りと接し、これを境に杉並区大宮になる。西部は杉並区浜田山に接し、南西部は杉並区下高井戸に接する。東部は概ね井ノ頭通りに接し、杉並区和泉に接する。南部は甲州街道に接し、これを境に世田谷区松原になる。

### 概要
住居表示実施後の町名は「町」字の付かない「永福」であるが、地区内にある駅名や旧町名から「永福町」と呼ばれることも多い。永福町駅・西永福駅周辺は商業地が見られるが、地内の多くは住宅地からなる。三丁目は歩道が整備された幅員の広い道路が格子状に走っている。一軒あたりの土地面積が比較的大きく、高級住宅街とされる。地域南部の世田谷区との境界付近には、明治大学の和泉校舎が置かれている。それに隣接して、築地本願寺和田堀廟所がある。付近には寺院も多い。地名の由来にもなっている永福寺も当地にある。

### 河川
- 神田川 ｰｰｰ 一丁目と二丁目の間に流路を形成している。

### 地価
住宅地の地価は、2025年（令和7年）1月1日の公示地価によれば、永福3-23-11の地点で86万2000円/m2となっている。

## 歴史
旧・武蔵国多摩郡永福寺村（えいふくじむら）。戦国期には既に「永福寺」の地名が見える。江戸期は多摩郡野方領の内。
1889年（明治22年）、永福寺村は町村制施行により和田堀内村（のち1926年（大正15年）より町制施行により和田堀町）大字永福寺となる。1932年（昭和7年）、東京市への編入に伴い杉並区に所属し、同区永福町（えいふくちょう）となる。
住居表示実施により、1966年（昭和41年）7月1日に一部が和泉3丁目の内に、1968年（昭和43年）7月1日に一部が大宮2丁目の内に、1969年（昭和44年）7月1日に一部が下高井戸2丁目の内、浜田山1丁目の内となり、残部は1969年7月1日に下高井戸1丁目・2丁目・4丁目、和泉町、大宮町の各一部を編入し永福1 - 4丁目となった。

### 地名の由来
当地内にある永福寺に由来する。

## 世帯数と人口
2025年（令和7年）3月1日現在（杉並区発表）の世帯数と人口は以下の通りである。
| 丁目       | 世帯数    | 人口     |
| ---------- | --------- | -------- |
| 永福一丁目 | 1,909世帯 | 3,239人  |
| 永福二丁目 | 2,473世帯 | 4,823人  |
| 永福三丁目 | 2,386世帯 | 4,054人  |
| 永福四丁目 | 2,166世帯 | 3,681人  |
| 計         | 8,934世帯 | 15,797人 |

### 人口の変遷
国勢調査による人口の推移。
| 年                 | 人口   |
| ------------------ | ------ |
| 1995年（平成7年）  | 14,604 |
| 2000年（平成12年） | 14,733 |
| 2005年（平成17年） | 14,609 |
| 2010年（平成22年） | 15,053 |
| 2015年（平成27年） | 15,304 |
| 2020年（令和2年）  | 16,406 |

### 世帯数の変遷
国勢調査による世帯数の推移。
| 年                 | 世帯数 |
| ------------------ | ------ |
| 1995年（平成7年）  | 6,978  |
| 2000年（平成12年） | 7,518  |
| 2005年（平成17年） | 7,763  |
| 2010年（平成22年） | 8,168  |
| 2015年（平成27年） | 8,518  |
| 2020年（令和2年）  | 9,202  |

## 学区
区立小・中学校に通う場合、学区は以下の通りとなる（2021年4月時点）。
| 丁目       | 番地               | 小学校                 | 中学校             |
| ---------- | ------------------ | ---------------------- | ------------------ |
| 永福一丁目 | 1～44番            | 杉並区立永福小学校     | 杉並区立向陽中学校 |
| 永福二丁目 | 全域               | 杉並区立永福小学校     | 杉並区立向陽中学校 |
| 永福三丁目 | 全域               | 杉並区立永福小学校     | 杉並区立向陽中学校 |
| 永福四丁目 | 1番 4～6番 9～28番 | 杉並区立永福小学校     | 杉並区立大宮中学校 |
| 永福四丁目 | 8番 29〜33番       | 杉並区立大宮小学校     | 杉並区立大宮中学校 |
| 永福四丁目 | 2〜3番 7番         | 杉並区立新泉和泉小学校 | 杉並区立和泉中学校 |

## 交通

### 鉄道
| 街区内に設置されている駅                         |
| ------------------------------------------------ |
| 京王井の頭線 - 永福町駅(IN 10) - 西永福駅(IN 11) |

※京王線との連絡駅である明大前駅も利用可能範囲で利便性は良い。

### バス
- 京王バス永福町営業所が存在。近隣の路線を運行している。
- 関東バス五日市街道営業所が存在。京王バスと一部路線を共同運行している。

2025年6月29日までは、小田急バス吉祥寺営業所が近隣の路線を運行していた。

### 道路
- 方南通り
- 井の頭通り
- 甲州街道

## 事業所
2021年（令和3年）現在の経済センサス調査による事業所数と従業員数は以下の通りである。
| 丁目       | 事業所数  | 従業員数 |
| ---------- | --------- | -------- |
| 永福一丁目 | 88事業所  | 1,283人  |
| 永福二丁目 | 142事業所 | 1,632人  |
| 永福三丁目 | 221事業所 | 1,557人  |
| 永福四丁目 | 151事業所 | 1,207人  |
| 計         | 602事業所 | 5,679人  |

### 事業者数の変遷
経済センサスによる事業所数の推移。
| 年                 | 事業者数 |
| ------------------ | -------- |
| 2016年（平成28年） | 608      |
| 2021年（令和3年）  | 602      |

### 従業員数の変遷
経済センサスによる従業員数の推移。
| 年                 | 従業員数 |
| ------------------ | -------- |
| 2016年（平成28年） | 5,825    |
| 2021年（令和3年）  | 5,679    |

## 施設
- 永福寺
- 築地本願寺和田堀廟所
- 明治大学和泉校舎
- 京王バス永福町営業所
- 永福稲荷神社
- 杉並区立永福図書館

### ギャラリー

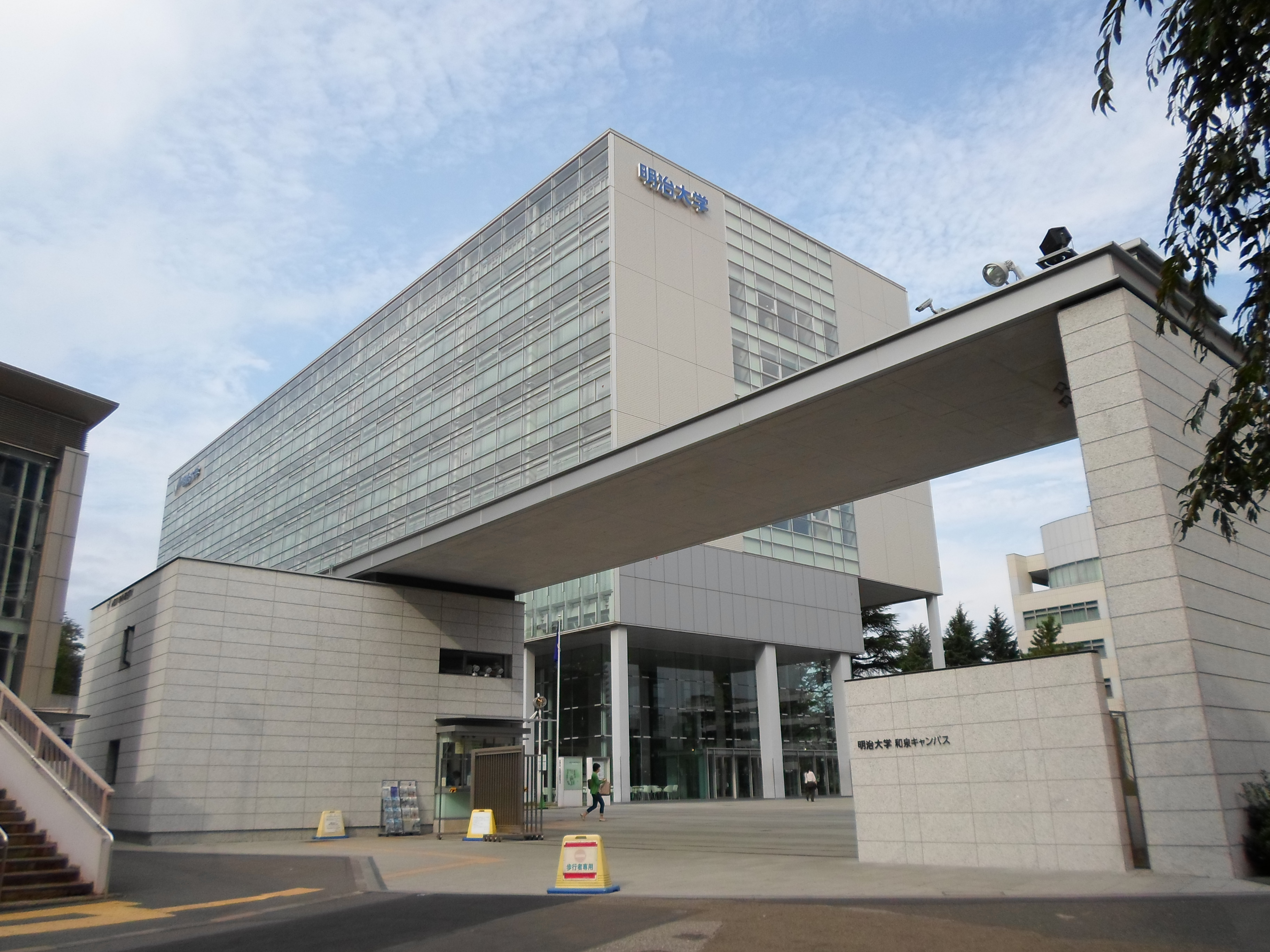
明治大学和泉校舎
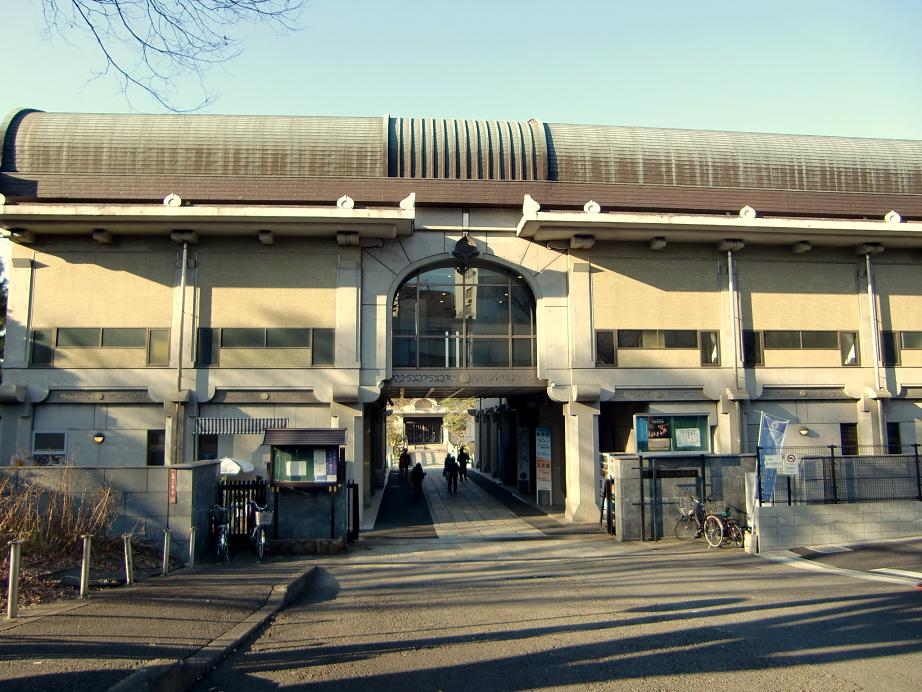
築地本願寺和田堀廟所
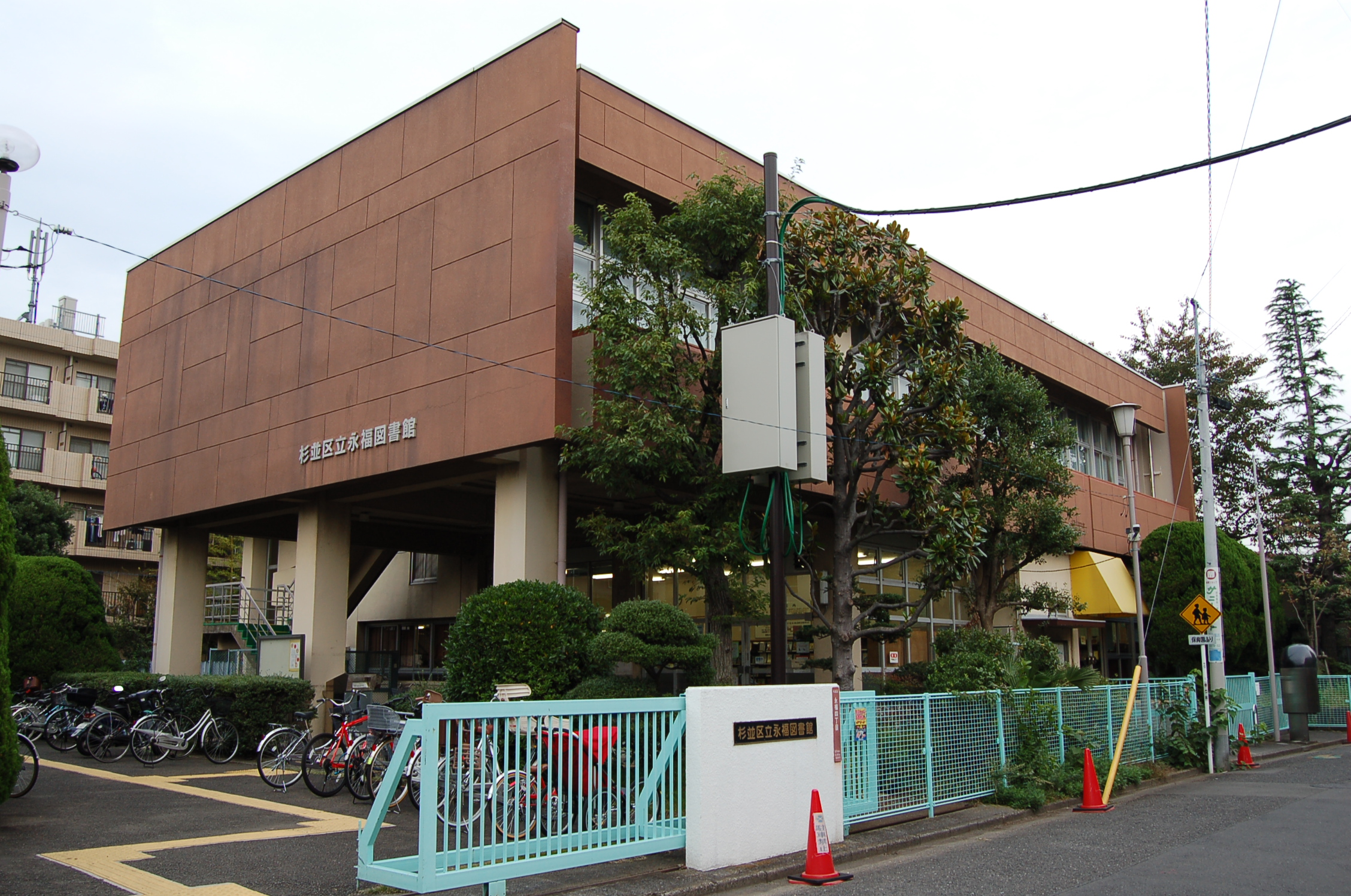
杉並区立永福図書館
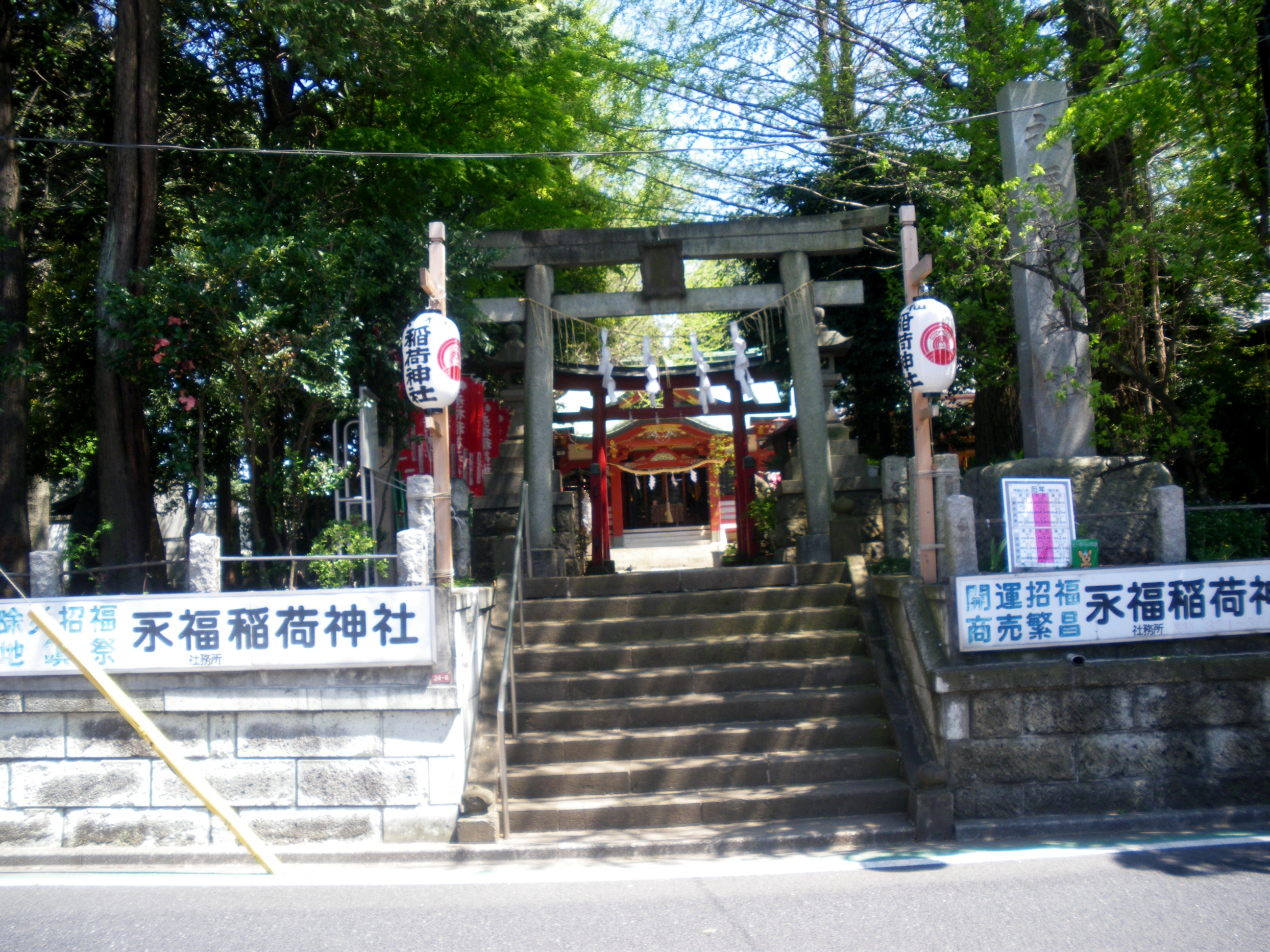
永福稲荷神社
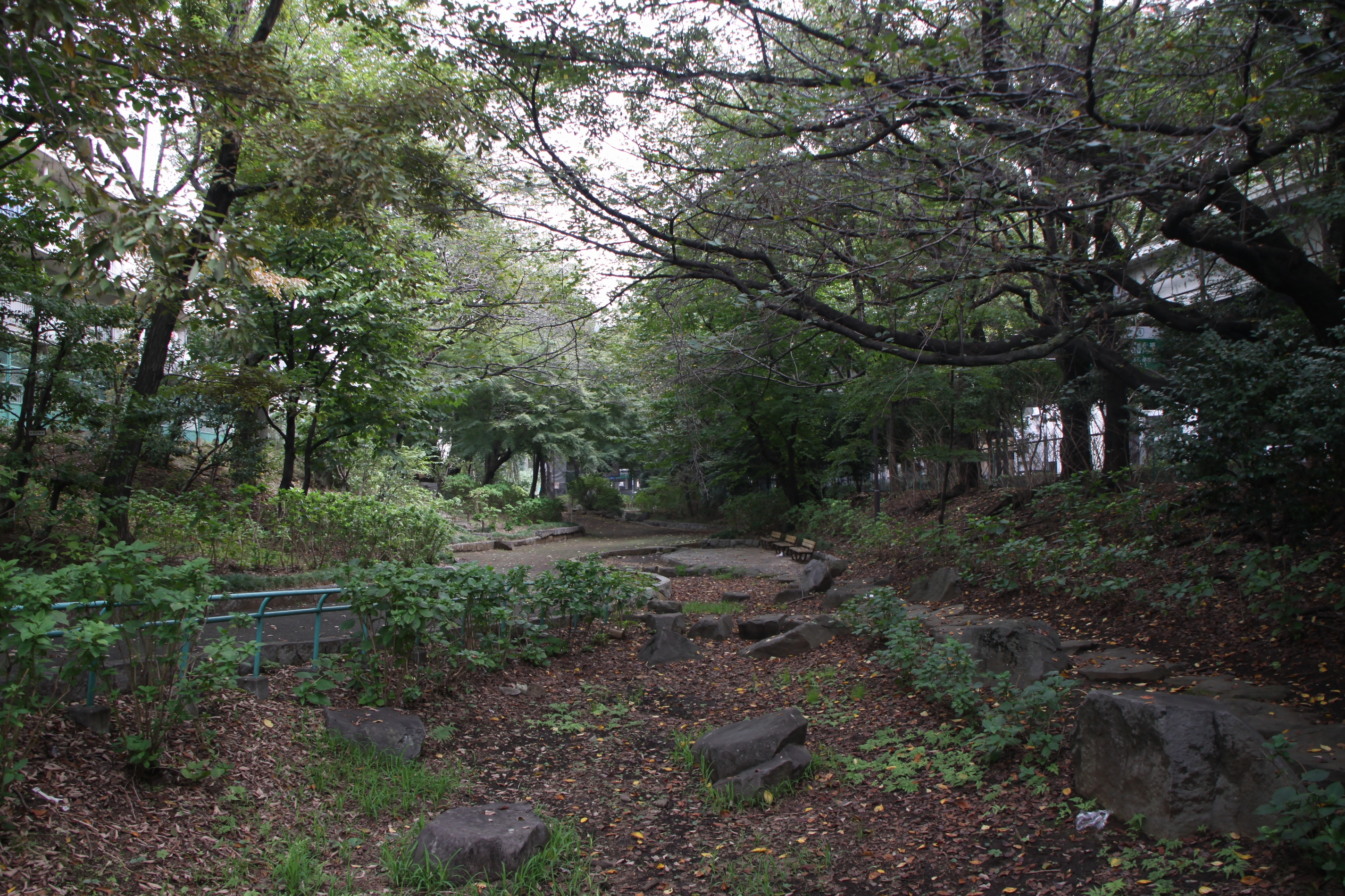
玉川上水永泉寺緑
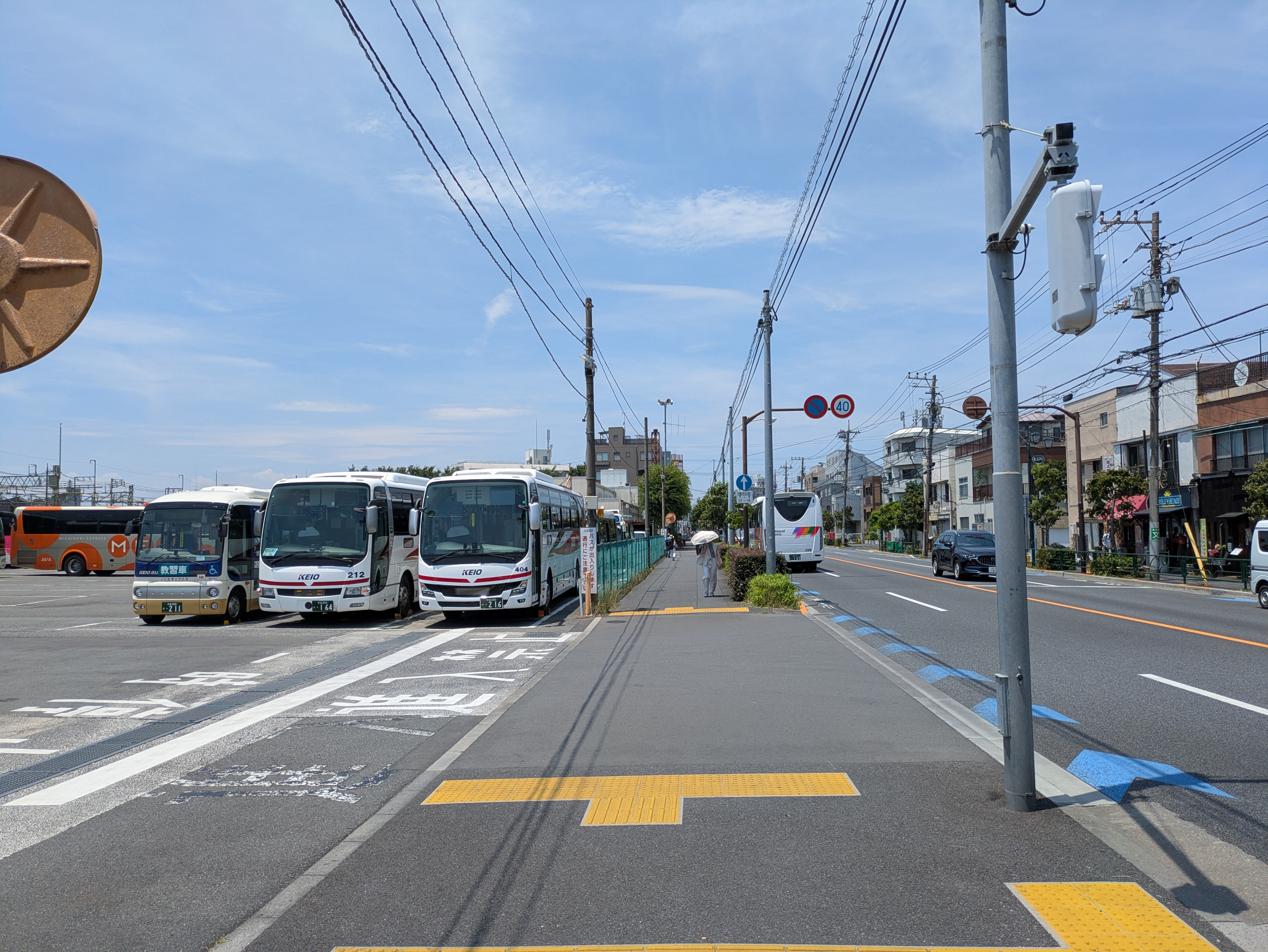
井ノ頭通りと京王バス永福町営業所（2025年6月）
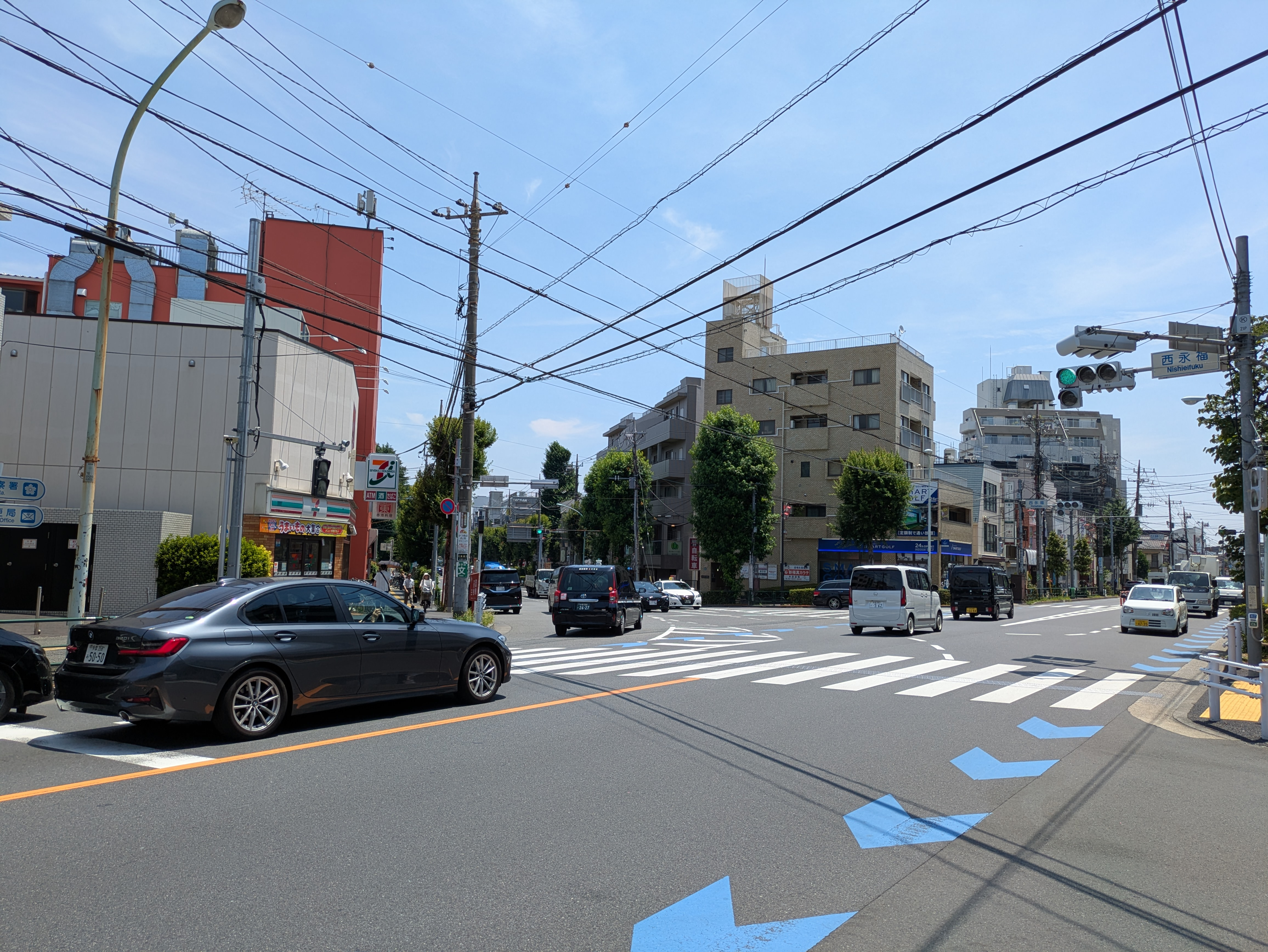
西永福交差点（2025年6月）

## その他

### 日本郵便
- 郵便番号 : 168-0064[3]（集配局 : 杉並南郵便局[16]）。

## 関連文献
- 「永福寺村」『新編武蔵風土記稿』 巻ノ125多磨郡ノ37、内務省地理局、1884年6月。NDLJP:763995/55。